# Le sursis
Le sursis è un cortometraggio del 1912 diretto da André Heuzé.